# Радула

Принцип использования радулы

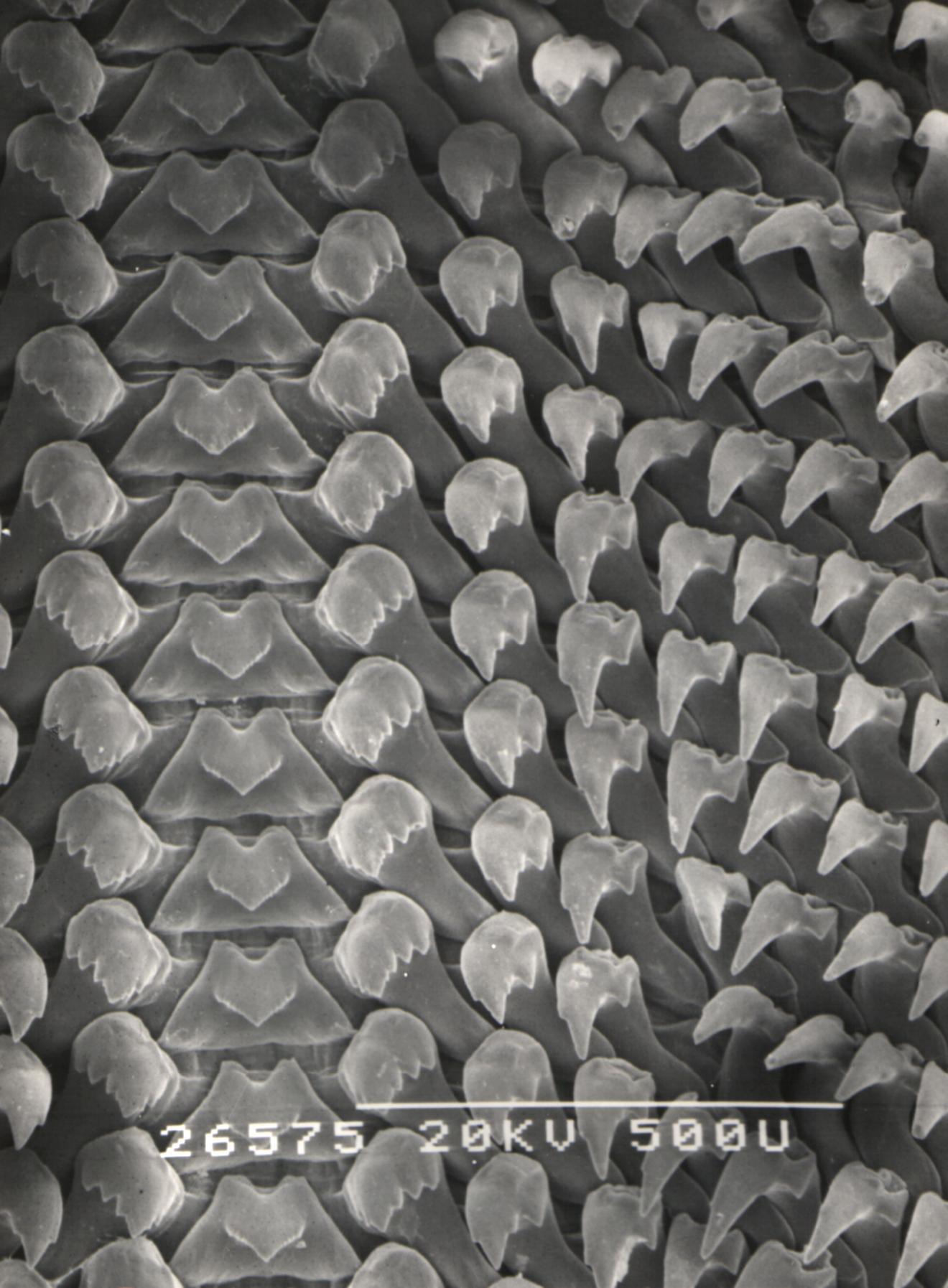
Микрофотография радулы Aplysia juliana

Ра́дула (лат. radula «скребок, скребница»), или тёрка — орган для соскребания и измельчения пищи у моллюсков. Располагается в ротовой полости на поверхности одонтофора («языка»). В её состав входит хитиновая базальная пластинка (радулярная мембрана) и расположенные поперечными рядами хитиновые зубы. Число зубов в ряду варьирует в широких пределах. В некоторых группах моллюсков (в частности, у всех двустворчатых) радула полностью утрачена. Количество, форму и расположение зубцов используют в качестве систематических признаков.

## Принцип работы
Действует по принципу землечерпательной машины, снабженной ковшами; моллюск соскребает ею пищевое вещество, которое затем проглатывает. Некоторые брюхоногие моллюски используют радулу в качестве сверла, для вскрытия панциря жертвы.

## Гарпун
Радула конусов имеет зубы, видоизменённые под гарпун — заострённые концы снабжены острыми направленными назад шипами. Внутри гарпуна проходит полость, соединённая с ядовитой железой. Зубы сидят двумя рядами, по одному зубу с каждой стороны пластинки радулы.
Когда конус с помощью органа чувств осфрадия обнаруживает добычу, один зуб радулы выходит из глотки, его полость заполняется секретом ядовитой железы, зуб проходит хобот и зажимается на конце этого хобота особыми мышечными сфинктерами. Приблизившись на достаточное расстояние, улитка с помощью хобота втыкает зуб (который часто имеет форму гарпуна), и за счёт сокращения мышц глотки и хобота в тело жертвы поступает сильный токсин, обладающий паралитическим действием.